# Доротея (каботажный пароход)
«Доротея», ТЩ-21, ТЩ-12 — греческий, после конфискации в 1922 году советский пароход, тральщик, позднее опытовое судно Черноморского флота ВМФ СССР. Участвовал в Великой Отечественной войне на Чёрном море, обороне Севастополя и битве за Кавказ.

## Характеристики
- Водоизмещение: 500 т.
- Размеры: длина - 46,2 м, ширина - 6,5 м, осадка - 4 м.
- Скорость полного хода: 8 узлов[1].
- Дальность плавания: 550 миль при 5,5 узлах.
- Силовая установка: котломашинная, 400 л. с., 1 вал.
- Вооружение: 2х1 45-мм орудия, 6 мин, тралы Шульца и змейковый.
- Экипаж: 41 человек[2][3].

## Строительство и служба
Каботажный пароход был построен в 1898 году. По воспоминаниям адмирала В. И. Платонова, на тот момент дивизионного штурмана Отдельного дивизиона траления и заграждения,  появлением в составе флота единицы с экзотическим именем моряки обязаны контрабандистам. Они привезли на «Доротее» в 1922 году в Севастополь груз оливок и под предлогом аварийного ремонта подозрительно долго задержались в порту. Ими заинтересовались чекисты, и выяснилось, что команда занята скупкой серебра и золота. Дельцов поймали с поличным, все драгоценности, а также судно были конфискованы. На суд в Севастополь в 1922 году приезжал представитель константинопольского торгового дома Камхи. «Доротея» имела хорошую скорость, просторные жилые помещения, но маловместительные трюмы. Малопригодную для перевозок грузов, её переоборудовали в тральщик. 

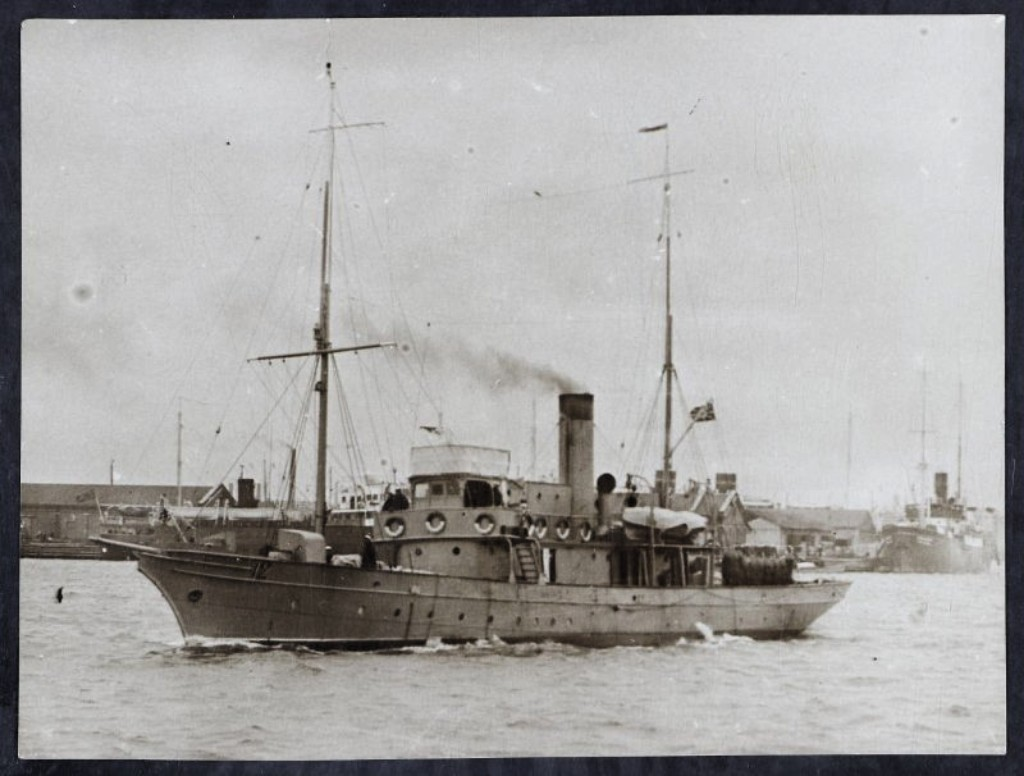
После вхождения в состав МСЧМ, 1925

В 1924 году переоборудован в тральщик и вошёл в состав Морских сил Чёрного моря. Прошёл капитальный ремонт в 1925 и 1930 — 1932 годах. Тральщик «Доротея» находился в составе Отдельного дивизиона траления и заграждения, являясь его флагманом.
К началу летней кампании 1929 года все мины в Чёрном и Азовском морях уже были вытралены, а призванные суда возвращены пароходствам. Оставшихся двух тральщиков и одного минного заградителя, сведенных в отдельный дивизион, не хватало даже для отработки совместных задач учебного траления. В этих условиях штаб флота поручил дивизиону траления и заграждения выявить военно-экономические возможности торговых портов советского побережья Чёрного моря. Минный заградитель «Мина» был послан в Азовское море, тральщик № 14 — вдоль Крымского побережья, а ТЩ № 21 (бывшая Доротея) — вдоль Кавказского побережья. Участвовал в прикрытии районов манёвров флота в 1929 году.
С 13.09.1924 г. по 14.01.1938 г. - носил тактический номер №21, с 15.01.1938 г. по 01.01.1939 г. - тактический номер №12. 1 января 1939 года переформирован в опытовое судно и передан в состав плавсредств Минно-торпедного управления ЧФ. На 22 июня 1941 года находился в Феодосии в распоряжении Научно-исследовательского минно-торпедного института (НИМТИ) в качестве опытового судна, 5 июля 1941 года был возвращен в класс тральщиков.
Для эвакуации частей из Ак-Мечети в Севастополь командование Черноморского флота в 22:38 31 октября 1941 года выслало тральщики «Доротея» и «Лукомский», в 23:22 эсминец «Бдительный». Эвакуация частей проходила уже в полной темноте. При переходе со 2 по 4 ноября 1941 года из Ак-Мечети в Балаклаву тральщик «Доротея» взявший на буксир болиндер груженный танкетками, тягачами, зенитными орудиями и личным составом морской пехоты, при шестибальной волне и неоднократных обрывах буксирного троса не имел потерь ни в технике, ни в людях. Команда судна получила первые боевые награды: главный старшина Костюченко Яков Васильевич, мичман Кудрявцев Александр Филиппович, старшина 2-й статьи Калмаков Иван Михайлович.
Использовался для эвакуации раненых между портами Кавказского побережья в сентябре-октябре 1941 года и феврале-марте 1943 года. Общее количество эвакуированных —1386 чел., на них 112 (8% ) лежачих, максимальное количество за рейс — 125 чел., среднее — 36 человек.
9 октября 1944 года был переклассифицирован в самоходную плавбазу, а 6 января 1945 года - снова в опытовое судно.

## Командиры[2]
- 1928 - Юрковский, Фёдор Леонтьевич,
- 1940-1942 - капитан-лейтенант Белокуров, Николай Семенович,
- 1942-1943 - капитан-лейтенант Корзун, Николай Николаевич,
- 1944 год - лейтенант, старший лейтенант Косолапов, Александр Дмитриевич[8].